# 步相棋
步相棋（Shogun），是Teruo Matsumoto在1976年推出的兩人棋類，吃法與勝利目標同象棋類遊戲。

## 棋具
- 棋盤8*8方格。
- 棋種共五種。每方一枚國王，以及標有數字一到四的棋子各兩枚。

## 規則
- 初始佈置為雙方棋子步於己方底行，國王需放在己方右側數來第四格，其餘棋子可任意放於底行其他空位。

- 每方輪流以縱橫方向移動移動一枚己棋至空格或敵棋處，中途不可有子抵擋。若至敵棋處，則將該敵棋移除。
  - 國王移動至鄰邊格。
  - 其餘棋子移動格數需正好等於其上標明的數字，可九十度轉彎一次。

- 將死或僵死敵方國王為勝[1]。

## 外部連結
- 遊戲介紹 （页面存档备份，存于）